# Władysław Fołta
Władysław Fołta (ur. 2 lutego 1908 w Gaci, zm. 1990) – polski rolnik, pedagog, pisarz i działacz ruchu ludowego, poseł na Sejm PRL II i III kadencji.

## Życiorys
Uzyskał wykształcenie podstawowe, z zawodu rolnik. W 1928 wstąpił do Związku Młodzieży Wiejskiej RP „Wici”, w 1932 został kierownikiem Lwowskiego Związku ZMW RP, a w latach 1933–1935 członkiem Związku Głównego. W okresie 1945–1948 był prezesem wojewódzkiego związku ZMW „Wici” w Rzeszowie. Należał do Polskiego Stronnictwa Ludowego „Piast” i Stronnictwa Chłopskiego. Współpracował z Ignacym Solarzem, wykładał na uniwersytetach ludowych, prowadził kursy UL w Gaci, w 1936 współorganizował manifestację w Nowosielcach. W okresie okupacji niemieckiej należał do Stronnictwa Ludowego „Roch”, po wojnie wstąpił do Polskiego Stronnictwa Ludowego, a w 1949 do Zjednoczonego Stronnictwa Ludowego. W ZSL do 1956 był członkiem Rady Naczelnej i Naczelnego Komitetu Wykonawczego, następnie do 1962 był członkiem prezydium NK, pełnił również funkcję prezesa Wojewódzkiego Komitetu ZSL w Rzeszowie.
W 1957 i 1961 uzyskiwał mandat posła na Sejm PRL w okręgach Jarosław i Rzeszów. Zasiadał w Komisji Mandatowo-Regulaminowej i Komisji Mandatowej, w Sejmie PRL III kadencji w Komisji Wymiaru Sprawiedliwości.
Był autorem publikacji na temat ruchu ludowego i młodzieżowego, w tym Życie z własnego nadania, Wspomnienia z walk młodzieży chłopskiej, Ruch ludowy w Przeworskiem i Wieś Gać. 100-lecie kasy spółdzielczej.

## Ordery i odznaczenia
- Order Sztandaru Pracy I klasy
- Krzyż Komandorski Orderu Odrodzenia Polski
- Medal „Za zasługi dla Ruchu Ludowego” im. Wincentego Witosa
- Odznaczenie im. Ignacego Solarza (1988)[5]